# Deux papas très bien ou la Grammaire de Chicard
Deux papas très bien ou la Grammaire de Chicard est une comédie-vaudeville en un acte d'Eugène Labiche, représentée pour la première fois à Paris au Théâtre du Palais-Royal le 16 novembre 1844.
- Collaborateur Auguste Lefranc.
- Éditions Beck.

## Distribution
| Acteurs et actrices ayant créé les rôles |                   |
| Personnage                               | Acteur ou actrice |
| Poupardin, négociant, père de Camille    | Leménil           |
| Tourterot, propriétaire, père de César   | Grassot           |
| César, médecin                           | Germain           |
| Gélinotte, avoué                         | Lacourière        |
| Médard, domestique de Tourterot          | Dubleix           |
| Camille, fille de Poupardin              | Mlle Juliette     |